# Constantin Ivanovici
Constantin Ivanovici (n. 28 martie 1947) a fost un deputat român în legislatura 1990-1992, ales în județul Dolj pe listele partidului FSN. A fost membru în Consiliul Frontului Salvării Naționale în decembrie 1989. Constantin Ivanovici a fost ales în legislatura 1992-1996 pe listele PDSR. Constantin Ivanovici a fost candidat pe listele PRM la alegerile europarlamentare din 2014.

## Cărți publicate
- Cui îi este frică de adevăr? Leacuri împotriva uitării. Mărturii inedite despre „Revoluția română în direct” într-o convorbire cu Teodor Brateș, editura Scripta, București 2001, ISBN 973-8238-03-X